# Gastrancistrus agarwali
Gastrancistrus agarwali är en stekelart som beskrevs av Jamal Ahmad 1995. Gastrancistrus agarwali ingår i släktet Gastrancistrus och familjen puppglanssteklar. Inga underarter finns listade i Catalogue of Life.